# Panicum grandiflorum
Panicum grandiflorum là một loài thực vật có hoa trong họ Hòa thảo. Loài này được (Hochst. ex A. Rich.) Baron mô tả khoa học đầu tiên năm 1906.